# KSYB
Koordinaten: 32° 31′ 48″ N, 93° 48′ 16″ W
KSYB oder KSYB-AM ist ein US-amerikanischer Hörfunksender aus Shreveport im US-Bundesstaat Louisiana. KSYB-AM sendet im Gospel-Format auf der Mittelwellen-Frequenz 1300 kHz. Eigentümer und Betreiber ist die Amistad Communications, Inc.

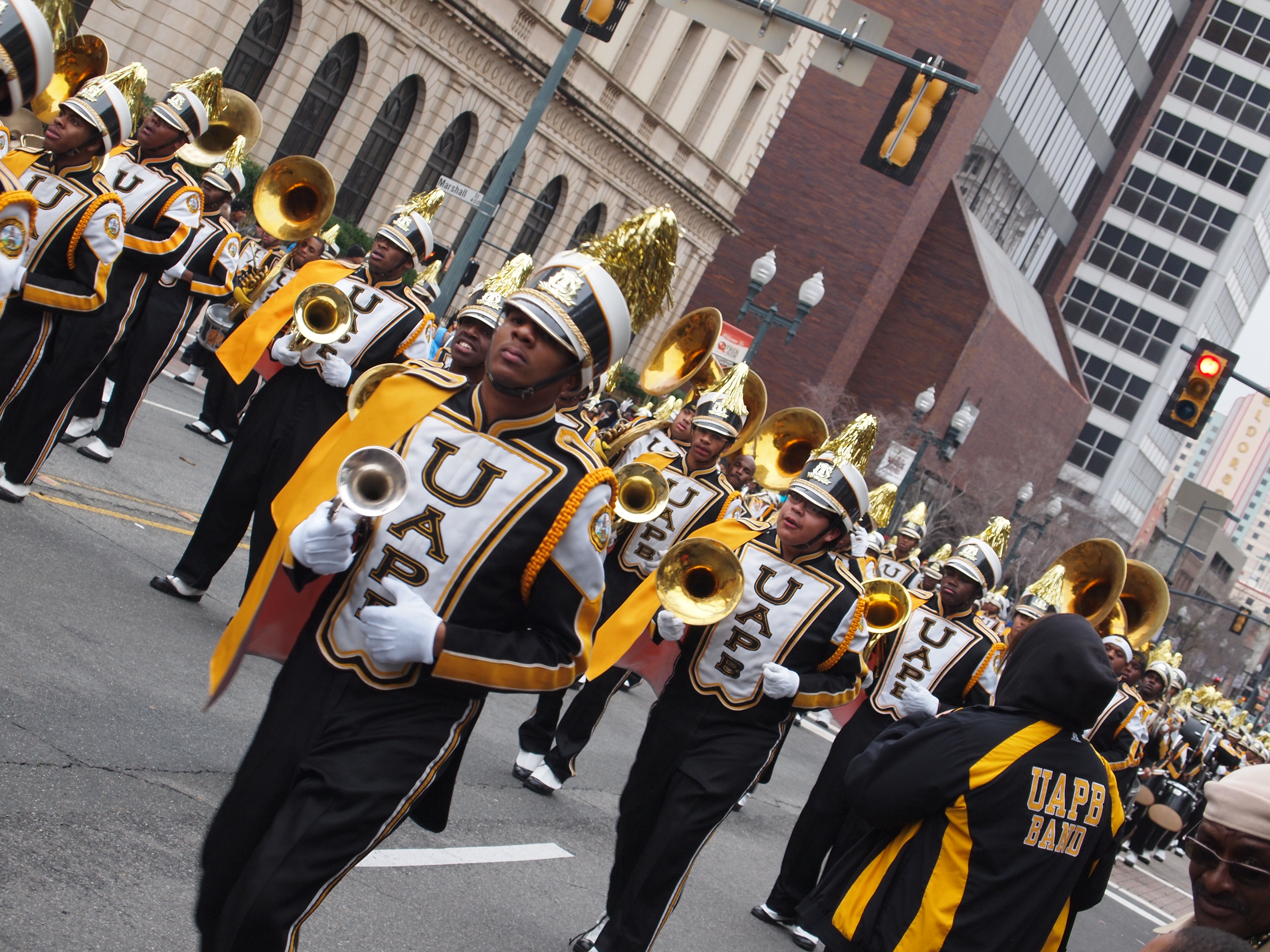
Mardi-Gras-Parade in Shreveport (2011)